# Lake Placid (film)
Lake Placid är en amerikansk science fiction komedi-skräckfilm från 1999 i regi av Steve Miner. 

## Om filmen
Den hade premiär i USA den 16 juli 1999, och i Storbritannien den 31 mars 2000. I Estland hade filmen premiär den 20 april 2001, och den fick även en TV-premiär i Finland den 2 december 2002. På Island hade den premiär 12 november 1999. Den har inte visats på bio i Sverige, men släpptes på DVD den 6 maj 2004.
Filmen blev en ekonomisk framgång och följdes upp av direkt till video-filmerna Lake Placid 2  (2007), Lake Placid 3 (2010) och Lake Placid: The Final Chapter (2012). En crossover-film mellan Lake Placid och Anaconda kallad Lake Placid vs. Anaconda planeras för 2015 och börjar filmas i Bulgarien i december 2014.[uppföljning saknas]

## Rollista
- Bill Pullman - Jack Wells
- Bridget Fonda - Kelly Scott
- Oliver Platt - Hector Cyr
- Brendan Gleeson - Sheriff Hank Keough
- Betty White - Mrs. Delores Bickerman
- David Lewis - Alex Lawson
- Tim Dixon - Stephen Daniels
- Natassia Malthe - Janine
- Mariska Hargitay - Myra Okubo
- Meredith Salenger - Deputy Sharon Gare
- Jed Rees - Deputy Burke
- Richard Leacock - Deputy Stevens
- Jake T. Roberts - Officer Coulson
- Ty Olsson - State Trooper